# Deutscher Verband Ergotherapie
Der Deutsche Verband Ergotherapie (DVE) ist ein Berufsverband, welcher die Interessen von Ergotherapeuten (mit eigener Praxis, in der Klinik, im Angestelltenverhältnis ebenso wie in Ausbildung befindliche künftige Berufsausübende) in Deutschland vertritt. Er hat mehr als 14.000 Mitglieder. Der Verband vertritt die Interessen seiner Mitglieder bei Politik, Behörden, Ministerien, Krankenkassen und anderen Partnern des Gesundheitswesens und trägt somit zur Sicherung und Weiterentwicklung des von ihm vertretenen Berufsstandes bei.
Der DVE ist international vernetzt und Mitglied im Europäischen Verband der Ergotherapeuten (COTEC) sowie im Weltverband der Ergotherapeuten (WFOT).

## Aufgaben und Ziele
Als Ziele des Vereins werden u. a. die Schaffung von geeigneten Rahmenbedingungen, die Durchführung von Maßnahmen der Qualitätssicherung und die wissenschaftliche Entwicklung der Ergotherapie angegeben. Hierzu werden konkret das Eintreten für eine gemeinsame Berufsidentität, die Stärkung des Ansehens des Berufsstandes in Politik und Gesellschaft, die Akademisierung der Ausbildung, eine angemessene Vergütung ergotherapeutischer Leistungen, die Förderung einer evidenzbasierten Praxis (EBP) als Qualitätsstandard der ergotherapeutischen Arbeit, die Auswirkungen des demografischen Wandels durch therapeutische und präventive Maßnahmen aufzufangen sowie die Unterstützung und Umsetzung einer inklusiven Gesellschaft unter Berücksichtigung der Ziele der UN-BRK (Aktionsplan des DVE) gefordert. Die Verbandsmitglieder werden darin unterstützt, Menschen individuell und bestmöglich nach dem aktuellen Stand der Wissenschaft zu behandeln und deren Habilitation, Rehabilitation, Teilhabe und/oder Wiedereingliederung in Gesellschaft/Arbeitsleben zielführend zu begleiten und zu fördern.
Der DVE ist in diverse Gremien und Kommissionen untergliedert, u. a.:
- Die Landesgruppen (LG) sind analog der Bundesländer eingeteilt. Sie befassen sich in der Regel mit Fragen der Berufspolitik auf Landesebene.
- Die zentrale Aufgabe der Fachausschüsse (FA)ist es, die fachlich-methodische und wissenschaftliche Weiterentwicklung der Ergotherapie in den verschiedenen Berufsfeldern voranzutreiben.
- Der Ausbildungsausschuss (AA) ist Partner der Ausbildungsstätten für Ergotherapie und trägt zur Sicherung der Ausbildungsqualität bei.
- Die BundesSchüler- und -StudierendenVertretung(BSSV) vertritt die Schüler- und Studierendenmitglieder sowie deren Interessen im Verband.
- Die Bundesverhandlungskommission(BVK) führt alle Kassenverhandlungen auf Bundes- und Landesebene.
- Die COTEC- und WFOT-Delegierten vertreten den DVE in den internationalen Ergotherapie-Verbänden. Ihre zentrale Aufgabe besteht in der Kontaktaufnahme und -pflege sowie der Vernetzung der in Europa (COTEC) und weltweit organisierten Ergotherapeuten (WFOT).
- Außerdem gibt es im DVE Arbeitsgruppen (AG), die sich mit bestimmten Themen oder Fachbereichen beschäftigen, in denen die Ergotherapie bisher noch wenig vertreten ist. Auch sie stellen den Verbandsmitgliedern Informationen zur Verfügung, beraten und stehen in Kontakt mit verschiedenen Entscheidungsträgern aus der Gesundheitspolitik. Zudem befassen sich Projektgruppen (PG) zeitlich begrenzt mit unterschiedlichen aktuellen Schwerpunktthemen.

Die Arbeit in allen Gremien des DVE erfolgt ehrenamtlich.

## Geschichte

### Verband ab 1950
1950 gründen die ersten Therapeutinnen, die mit der Unterstützung des britischen Roten Kreuzes einen zwölfmonatigen Lehrgang als Beschäftigungstherapeuten abgeschlossen haben, eine Arbeitsgemeinschaft. Bereits drei Jahre später veröffentlicht das niedersächsische Ministerium den Erlass zur Errichtung von staatlich anerkannten Schulen für Beschäftigungstherapie. Noch 1953 startete der erste Ausbildungskurs an der neuen Schule für Beschäftigungstherapie am Annastift in Hannover. Am 1. Oktober 1954 wurde aus der bestehenden Arbeitsgemeinschaft der Verband der staatlich anerkannten Beschäftigungstherapeuten gegründet. In den folgenden Jahren kristallisierten sich die wichtigsten Aufgabenbereiche für den jungen Verband heraus.

### Berufsbild und die staatliche Anerkennung
1958 trat eine Neufassung der staatlichen Anerkennung und Prüfungsordnung für Beschäftigungstherapeuten in Niedersachsen in Kraft. 1965 wurde Antrag auf staatliche Anerkennung der Beschäftigungstherapeuten auf Bundesebene gestellt. In den folgenden Jahren entbrannte intern eine kontroverse Diskussion über das Berufsbild des Beschäftigungstherapeuten oder des Beschäftigungs- und Arbeitstherapeuten. Der Verband drohte sich an dieser Frage in zwei Teile zu spalten. 1971 wurden, nach einjährigen Tarifverhandlungen, Beschäftigungstherapeuten erstmals in den BAT (Bundes-Angestelltentarifvertrag) eingruppiert. 1977 trat das Gesetz über den Beruf des Beschäftigungs- und Arbeitstherapeuten in Kraft. 1979 wurden die Leistungen der Beschäftigungs- und Arbeitstherapeuten durch die Krankenkassen anerkannt. 1990, nach dem Wegfall der innerdeutschen Grenze, stand der Verband auch für die Kollegen der ehemaligen DDR offen. 1991 wurde zum ersten Mal ein differenzierter Preis-Leistungskatalog mit dem Verband der Angestellten-Krankenkassen e. V. (VdAK) vereinbart. Tarifgespräche werden mit der Gewerkschaft ÖTV aufgenommen. 1992 änderte der Verband seinen Namen in Deutscher Verband der Ergotherapeuten (Beschäftigungs- und Arbeitstherapeuten) e. V. 1994 wurden vom DVE ein Standard für die berufliche Praxis sowie Leitlinien für professionelles Handeln, Arbeiten und Verhalten veröffentlicht. 1999 trat die Änderung der Berufsbezeichnung Ergotherapeut in Kraft. 2005 wurden die ersten Ergotherapie-Praxen nach IQH Excellence zur Qualitätssicherung zertifiziert. 2020 erfolgte die Umbenennung des Verbandes in den heutigen Namen.

### Aus- und Weiterbildung
1953 wurde die Schule für Beschäftigungstherapie am Annastift in Hannover gegründet. 1961 erschien die erste Ausgabe der Fachzeitschrift Beschäftigungstherapie und Rehabilitation. 1996 wurde der Verband der deutschen Ergotherapie-Schulen (VDES) gegründet. 1997 fand der erste Weiterbildungsstudiengang an der Fachhochschule Osnabrück statt, wo 2003 eine Professur für Ergotherapie eingerichtet wurde. Mit dem Inkrafttreten der Modellklausel 2009 bestand für die deutsche Ergotherapie erstmals die Möglichkeit, in Modellvorhaben eine grundständige akademische Ergotherapie-Ausbildung umzusetzen, die sowohl mit einem Hochschulgrad als auch der Berufszulassung abschließt.
Der DVE pflegt seit 2014 eine Datenbank für evidenzbasierte Praxis, kurz EBP-Datenbank, auf seiner Verbands-Homepage mit dem Ziel die Wissenschaftsorientierung und die Vernetzung in der Ergotherapie zu fördern, aber auch eine Grundlage für Betrachtungen zu Wirksamkeit und Kosteneffektivität der Ergotherapie bzw. Ergotherapie-relevanter Interventionen zu schaffen.

### Politische Aktivitäten
1974 arbeitete der Verband in den Ausschüssen des Bundesministeriums für Familie und Gesundheit mit. 1990 schlossen sich die Verbände von insgesamt sieben medizinnahen Berufen zur Arbeitsgemeinschaft medizinischer Fach- und Assistenzberufe (AG MFA) zusammen. Ziel dieser gemeinsamen Interessensvertretung in Politik und Praxis waren die Weiterentwicklung der Aus- und Weiterbildung, der Qualität der Leistungserbringung, der Arbeits- und Karrierebedingungen sowie die Leistungsvergütung. 1991 wurde außerdem die Arbeitsgemeinschaft Medizinalberufe in Therapie und Geburtshilfe (AG MTG) ins Leben gerufen, mit der Aufgabenstellung die Ausbildung zu akademisieren und den Beruf zu professionalisieren. 1993, in der Konzertierten Aktion im Gesundheitswesens (zur Kostendämpfung), waren die Heilmittelverbände vertreten. Die Bundesarbeitsgemeinschaft der Heilmittelverbände (BHV), heutiger Spitzenverband der Heilmittelverbände (SHV), wurde 1997 als Dachverband zum Ansprechpartner für Politik, Ärztevertretungen und Krankenkassen gegründet. Das Gutachten des Sachverständigenrates zur Bedarfsgerechtigkeit und Wirtschaftlichkeit des Gesundheitswesens in Deutschland wurde 2001 veröffentlicht und gab der Gesundheitspolitik wie allen am deutschen Gesundheitswesen Beteiligten in den folgenden Jahren eine klare Richtung vor.
Gesetzliche Regularien wie zum Beispiel die Heilmittel-Richtlinie (2011), die Einführung einer Modellklausel in das Berufsgesetz der Ergotherapeuten (2009), die Fallpauschale (2002), Budgetierung und Richtgrößen (2006), die UN-BRK und der Paradigmenwechsel vom Krankheitsfolge-Modell zum bio-psycho-sozialen Modell, der mit der Internationalen Klassifikation der Funktionsfähigkeit, Behinderung und Gesundheit (ICF, 2001) Einzug in die Sozialgesetzgebung hielt, wirkten sich nachhaltig auf die Patientenversorgung aus. Der DVE positionierte sich mit dem DACHS-Projekt (2007) zum Thema Bedarfsgerechtigkeit und Wirtschaftlichkeit und brachte sich aktiv in die Gestaltung eines pauschalierten Entgeltsystems im Bereich der psychiatrischen Versorgung ein (2010).
Im Zuge der UN-Behindertenrechtskonvention veröffentlichte die DVE 2012 einen „Aktionsplan“.

### Internationalisierung
1958 wurde der Deutsche Bundesverband der Beschäftigungstherapeuten als Mitglied in den Weltverband (World Federation of Occupational Therapists, WFOT) aufgenommen. 1982 richtete das Organisationskomitee den Weltkongress in Hamburg aus. 1988 übernahm der Verband den stellvertretenden Vorsitz im 1986 gegründeten europäischen Council of Occupational Therapists for the European Countries (COTEC). 1995 initiierte COTEC die Gründung eines europäischen Netzwerks ergotherapeutischer Ausbildungsstätten, dem European Network of Occupational Therapy in Higher Education (ENOTHE), welches die Ausbildungscurricula weiterentwickeln und eine gegenseitige akademische Anerkennung ermöglichen soll. Die Anforderungen des Weltverbandes der Ergotherapeuten (WFOT) wurden maßgeblich in die erstmals 1984 erarbeiteten Standards für die Ergotherapie-Ausbildung des DVE eingearbeitet; diese traten zum 1. Januar 2005 in Kraft. Aufgrund einer Empfehlung des Europäischen Parlaments und des Europäischen Rats zur Einrichtung des Europäischen Qualifikationsrahmens (EQR), der am 23. April 2008 in Kraft trat, verständigten sich das Bundesministerium für Bildung und Forschung (BMBF) und die Kultusministerkonferenz (KMK) 2006 darauf, gemeinsam einen Deutschen Qualifikationsrahmen (DQR) zu entwickeln. Dieser wurde im Mai 2013 eingeführt. Er soll u. a. Qualifikationen aus allen Bereichen der Bildung sowohl in Europa vergleichbar und verständlicher machen.

## Einzelnachweis
1. ↑  Datenbank für evidenzbasierte Praxis (EBP) der DVE. Abgerufen am 3. Mai 2024.